# Jairzinho
Jairzinho, tên khai sinh Jair Ventura Filho, (sinh 25 tháng 12 năm 1944) là cựu cầu thủ bóng đá người Brasil. Ông là một tiền vệ cánh với lối chơi nhanh nhẹn và manh mẽ, là thành viên của đội hình huyền thoại Brazil giành chức vô địch thế giới 1970. Ở kỳ world cup đó ông ghi bàn ở tất cả các trận đấu của Brazil, ông cùng với Alcides Ghiggia (Uruguay) và Just Fontaine (Pháp) là 3 người duy nhất ghi được bàn thắng ở tất cả các trận đấu ở một kỳ. Ông đã chơi bóng ở câu lạc bộ Botafogo ở bang Rio de Janeiro trong 11 năm liền và chỉ sang châu Âu chơi bóng trong vài năm cuối sự nghiệp của mình. Ông là người kế tục thần tượng Garrincha ở câu lạc bộ Botafogo cũng như ở đội tuyển bóng đá quốc gia Brasil.

## Danh hiệu
- - Brazil:
- Vô địch World Cup 1970
  - Botafogo:
- 1 Taça Brasil: 1968
- 2 Torneio Rio-São Paulo: 1964 e 1966
- 2 Campeonato Carioca: 1967, 1968
- 2 Taça Guanabara: 1967, 1968
- 1 Copa Libertadores de América: 1976